# ウェイティング・バーバリアンズ 帝国の黄昏
『ウェイティング・バーバリアンズ 帝国の黄昏』（ウェイティングバーバリアンズ ていこくのたそがれ、Waiting for the Barbarians）は2019年のイタリア・アメリカ合衆国のドラマ映画。監督はシーロ・ゲーラ、出演はマーク・ライランス、ジョニー・デップ、ロバート・パティンソンなど。原作はJ・M・クッツェーが1980年に上梓した小説『夷狄を待ちながら』で、クッツェー自らが脚本を担当している。また、ゲーラ監督にとって初めての英語作品となった。

## ストーリー
帝国の辺境にある小さな町。民政官の統治の下、町民は穏やかな毎日を過ごしていた。ところが、ある日を境に、その平穏は一気に崩れ去ることになる。中央から派遣されてきたジョル大佐が「町に蛮族が攻めてくる」との噂を信じ込み、無実の人々にあらぬ疑いをかけ次々と投獄・拷問していったのである。民政官は人々が苦しむ様子に心を痛めていたが、彼に大佐の蛮行を止める術や権限はない。
そんなある日、民政官は両足を骨折した少女が街頭で物乞いをしているのを見かける。話を聞くに少女の父親は不当に殺害され、少女自身も凄惨な拷問を受けたのだという。哀れに思った民政官は少女を庇護し、元いた部族へと送り届ける。ところが、大佐の腹心であるマンデル准尉からこれを内通行為とみなされ、民政官自身も投獄されることになり、激しい拷問と辱めを受ける。
ジョル大佐率いる部隊が夏に蛮族と戦うために砂漠に出たまま戻らず、季節は秋になる。町から人々が次々と去り、留守を守るマンデル准尉をはじめとする兵士らの士気が落ちる中、民政官は囚人の身ではあるものの町の中を比較的自由に歩き回れる状態にある。そんなある日、惨殺された1人の兵士の遺体が砂漠から馬に乗った状態で戻ってくる。恐れおののいたマンデル准尉は部下らを引き連れて町から逃げ出す。しばらくしてジョル大佐とごくわずかな部下が戦場から命からがら町に逃げ帰ってくるが、既にマンデル准尉らが全てを持ち去って逃げ出していたことを知ると、ジョル大佐らも町を後にする。
町にはわずかな住民と民政官が残される。遠くから多数の蛮族が砂煙とともに攻めてくるのが見える。民政官と町がその後どうなったかは何も示されないまま物語は終わる。

## キャスト
※括弧内は日本語吹替。
- 民政官: マーク・ライランス（西垣俊作）
- ジョル大佐: ジョニー・デップ（平田広明）
- マンデル准尉: ロバート・パティンソン（須嵜成幸）
- 少女: ガーナ・バヤルサイハン（英語版）（真壁かずみ）
- メイ: グレタ・スカッキ（山川朋美）
- クラーク: デヴィッド・デンシック
- 補佐官: サム・リード
- 兵士4: ハリー・メリング
- 兵士5: ビル・ミルナー（英語版）

## 製作
2016年10月13日、J・M・クッツェーの小説『夷狄を待ちながら』の映画化が進められており、監督にシーロ・ゲーラが、主演にマーク・ライランスが起用されたと報じられた。2018年10月22日、ジョニー・デップとロバート・パティンソンの起用が発表された。
本作の主要撮影は2018年10月にモロッコで始まり、同年12月14日に終了した。2019年9月2日、ジャンピエロ・アンブローシが本作で使用される楽曲を手がけるとの報道があった。

## 公開・マーケティング
2019年5月3日、本作の劇中写真が始めて公開された。9月6日、本作は第76回ヴェネツィア国際映画祭でプレミア上映された。2020年5月20日、サミュエル・ゴールドウィン・フィルムズが本作の全米配給権を獲得したと報じられた。6月24日、本作のオフィシャル・トレイラーが公開された。

## 評価
本作に対する批評家の評価は平凡なものに留まっている。映画批評集積サイトのRotten Tomatoesには90件のレビューがあり、批評家支持率は53%、平均点は10点満点で6点となっている。サイト側による批評家の見解の要約は「理論上は見事な作品になるはずだったが、出来上がった物はがっかりさせられる出来映えであった。見事な演技と掘り下げるに値するテーマがあったにも拘らず、『ウェイティング・バーバリアンズ 帝国の黄昏』はそれらを以て観客の心に響くドラマを作ることができなかった。」となっている。また、Metacriticには19件のレビューがあり、52/100となっている。